# ميكا أوجالا
ميكا أوجالا (بالفنلندية: Mika Ojala)‏ هو لاعب كرة قدم فنلندي في مركز نصف الجناح، ولد في 21 يونيو 1988 في Paimio ‏ في فنلندا. شارك مع منتخب فنلندا تحت 17 سنة لكرة القدم ومنتخب فنلندا تحت 20 سنة لكرة القدم ومنتخب فنلندا تحت 21 سنة لكرة القدم ومنتخب فنلندا لكرة القدم. أما مع النوادي، فقد لعب مع إنتر توركو ونادي آلن ونادي هكن.

## وصلات خارجية
- ميكا أوجالا على موقع الاتحاد الدولي (مؤرشف)  (الإنجليزية)
- ميكا أوجالا على موقع الاتحاد الأوربي (الإنجليزية)
- ميكا أوجالا على موقع قاعدة بيانات كرة القدم.إي يو (الإنجليزية)
- ميكا أوجالا على موقع ناشيونال فوتبول تيمز (الإنجليزية)
- ميكا أوجالا على موقع Soccerbase.com (لاعب) (الإنجليزية)
- ميكا أوجالا على موقع Soccerway.com (الإنجليزية)
- ميكا أوجالا على موقع عالم كرة القدم.نت (الإنجليزية)